# 1830 в Україні

## Події
- Чумний бунт у Севастополі (1830)
- Листопадове повстання у Правобережній Україні (1830—1831)

## Особи

### Народились
- 21 лютого, Дольницький Ісидор Іванович (1830—1924) — український релігійний діяч, учитель Колегії св. Атанасія в Римі, духівник і професор Львівської духовної семінарії, папський диякон, домашній прелат папи Лева ХІІІ, видатний учений-богослов Української Греко-Католицької Церкви.
- 9 квітня, Блонський Тит Кирилович (1830—1897) — український письменник, поет, драматург, громадський діяч, греко-католицький священик.
- 13 травня, Сокальський Іван Петрович (1830—1896) — економіст і статистик.
- 12 червня, Янченко Петро Олександрович (1830—1901) — голова Катеринославського губернського земського зібрання (1872—1885).
- 14 червня, Кованько Семен Миколайович (1830—1873) — голова Полтавської губернської земської управи (1866—1870 pp.), Полтавський міський голова (1868—1871 pp.)
- 29 липня, Ріпай Андрій (1830—1914) — український педагог, публіцист.
- 9 серпня, Забіла Пармен Петрович (1830—1917) — український скульптор, академік Імператорської Санкт-Петербурзької академії мистецтв.
- 26 вересня, Антоній Роле (1830—1894) — польсько-український історик-письменник, за фахом лікар-психіатр, член-кореспондент Краківської академії наук, почесний член Подільської АН (з 1863 року), член Подільського єпархіального історико-статистичного комітету.
- 7 жовтня, Грушевський Сергій Федорович (1830—1901) — український професор, педагог, організатор народної освіти, публіцист, дійсний статський радник, меценат.
- 29 жовтня, Сендульський Аполлон Дорофійович (1830—1882) — громадський і культурний діяч, священик, дослідник Волині й освітній діяч.
- 20 листопада, Драгомиров Михайло Іванович (1830—1905) — російський військовий і державний діяч, генерал-ад'ютант, генерал від інфантерії.
- 21 листопада, Маркевич Андрій Миколайович (1830—1907) — український громадський діяч, етнограф, правник, філантроп і музикант.
- 24 листопада, Домонтович Михайло Олексійович (1830—1902) — генерал від інфантерії армії Російської імперії, військовий історик.
- Каменецький Данило Семенович (1830—1881) — етнограф, завідувач друкарні та видавництва П. Куліша.
- Левченко Михайло Михайлович (1830—1891) — лексикограф і етнограф.
- Лєнц Микола Іванович (1830—1906) — краєзнавець.
- Франц Мезер (1830—1922) — київський художник та фотограф.
- Милорадович Олександра Григорівна (1830—1890) — українська співачка (драматичне сопрано).
- Петрушевич Омелян Михайлович (1830—1901) — греко-католицький священик, український громадський діяч на Галичині, археолог-аматор, колекціонер.
- Рокачевський Опанас Юхимович (1830—1901) — маляр-портретист.
- Тустановський Ромуальд Григорович (1830 — після 1886) — російський архітектор, київський архітектор.

### Померли
- 1 березня, П'єр Дені Ґібо (1740—1830) — львівський архітектор, педагог.
- 3 червня, Столипін Микола Олексійович (1781—1830) — генерал-лейтенант, герой франко-російської війни 1812 року.
- 6 червня, Дудрович Андрій Іванович (1782—1830) — український філософ, педагог.
- 26 листопада, Феофіл (Татарський) (1767—1830) — єпископ ВПСРІ, архієпископ Катеринославський, Херсонський та Тавричеський.
- 30 грудня, Броневський Семен Михайлович (1763—1830) — учасник російсько-перської війни 1796 року, директор Азійського департаменту МЗС Російської імперії, губернатор Феодосії, історик Кавказу.
- Штолюк Мирон (? — 1830) — ватажок загону опришків.

## Засновані, створені
- Бердянський морський торговельний порт
- Вірменська церква Сурб-Нікогайос
- Костел Святого Яна Непомуки (Дубно)
- Одеський ботанічний сад
- Кенаса (Галич)
- Костел Непорочного Зачаття Пресвятої Діви Марії (Настасів)
- Міське кладовище № 2 (Харків)
- Булгаківка
- Велика Кадигробівка
- Верхня Слобідка
- Глушицьке
- Голиця
- Делень
- Долинське (Мелітопольський район)
- Дружбівка (Іванівський район)
- Капустяна
- Лужанка (село)
- Малоярославець Перший
- Оріхівка (Болградський район)
- Підгірник
- Плахтіївка (Саратський район)
- Рафайлівка
- Рівне (Рівненська сільська рада, Тарутинський район)
- Розкопанці
- Стародубівка (Мангушський район)
- Селіогло
- Ярове (Тарутинський район)